# Der Zarewitsch (1954)
Der Zarewitsch ist ein deutsch-französischer Spielfilm von Arthur Maria Rabenalt nach der gleichnamigen Operette von Franz Lehar. Luis Mariano und Sonja Ziemann spielen die Hauptrollen. 

## Handlung
Die Solotänzerin und Sängerin Sonja ist schwärmerisch verliebt in den heißblütigen, südländischen Tenor José Moreno, der mit ihr am selben Theater engagiert ist und derzeit gerade in der Operettenrolle des Zarewitsch glänzt. Als sie ihm mal wieder mit sehnsüchtigen Blicken entgegenschmachtet, verliert Sonja für einen Moment die Kontrolle, stürzt von der Bühne und wird ohnmächtig. Sonja erwacht in einem operettenhaften Traumland, wo all ihre Liebesträume wahr werden: Zarewitsch Aljoscha, von der Liebe enttäuscht, lebt zurückgezogen auf seinem Märchenschloss auf der Krim. 
Um sich dem Zarewitsch unbemerkt nähern zu können, verkleidet sich die Traum-Sonja als Bursche. Die Maskerade fällt jedoch, als der Moment kommt, in dem sich der „junge Mann“ im Bad zu entkleiden hat. Beide jungen Leute verlieben sich ineinander, doch Großfürst Fjodor, der allmächtige Vater des Zarewitsch, verbietet diese Liaison, sodass Sonja und Aljoscha fliehen müssen. Gemeinsam entkommen sie nach Italien. Doch das Glück erscheint nur von kurzer Dauer … da wacht Tänzerin Sonja aus ihrem Koma wieder auf. Über sie gebeugt mit einem besorgten Lächeln sieht die junge Frau José über sich. Aus dem Traum scheint Wirklichkeit zu werden. 

## Produktionsnotizen
Der Zarewitsch entstand zwischen dem 12. Juli und dem 3. September 1954 in den CCC-Filmstudios von Berlin-Spandau sowie mit Außendrehs in Dubrovnik und Belgrad (beides damaliges Jugoslawien). Die Uraufführung erfolgte am 12. Oktober 1954 in Duisburg, die Berliner Premiere war am 28. Januar 1955.
Die französische Fassung unter dem Namen Le Tzarevitch lief in Paris am 25. Februar 1955 an. 
Ernst Steinlechner übernahm die Produktionsleitung. Fritz Mögle und Curt Stallmach gestalteten die Filmbauten, Leo Bei die Kostüme. 
Bert Grund sorgte für die Bearbeitung der Musik Lehars. Es tanzt das Ballett des Belgrader Nationaltheaters.
Iván Petrovich hatte bereits in einer Stummfilmversion des Zarewitsch mitgewirkt. Damals spielte er die Hauptrolle.

## Kritik
Im Lexikon des Internationalen Films heißt es: „Reich ausgestattete Operetten-Unterhaltung nach Franz Léhar mit schönen Landschaftsaufnahmen. Typische Kinounterhaltung im schlichten Stil der 50er Jahre, deren Wirkung durch die zähflüssige Inszenierung und allzu platte Dialog geschmälert wird.“